# Prague Lions
Prague Lions je český profesionální tým amerického fotbalu, hrající v European League of Football a v České asociaci amerického fotbalu. Vznikl v roce 1991, jako první tým amerického fotbalu v České republice. Klub byl založen v hlavním městě Praha.
Domovským stadionem klubu je Stadion FK Viktoria Žižkov.